# Judit Halász
Dans le nom hongrois Halász Judit, le nom de famille précède le prénom, mais cet article utilise l’ordre habituel en français Judit Halász, où le prénom précède le nom.
Judit Halász, née le 7 octobre 1942 à Budapest, est une actrice et chanteuse hongroise. Elle est l’épouse du producteur János Rózsa.

## Distinctions
- 2001 : Prix Kossuth

## Filmographie partielle
- 1964 : L'Âge des illusions (titre original : Álmodozások kora), réalisé par István Szabó
- 1966 : Père (titre original : Apa), réalisé par István Szabó
- 1970 : Szerelmesfilm, réalisé par István Szabó
- 1974 : A Pendragon legenda, réalisé par György Révész
- 1980 : Bizalom, réalisé par István Szabó